# أنتوني ستوفال
أنتوني ستوفال (بالإنجليزية: Anthony Stovall)‏ هو لاعب كرة قدم أمريكي في مركز الوسط، ولد في 21 فبراير 1982 في نيو أورلينز في الولايات المتحدة. لعب مع نادي شيفاز يو إس أي.